# Sigy
Sigy ist eine französische Gemeinde im Département Seine-et-Marne in der Region Île-de-France. Sie gehört zum Arrondissement Provins und zum Kanton Provins (bis 2015 Kanton Donnemarie-Dontilly). Die Bewohner nennen sich Sigyssois.
Sie grenzt im Norden an Mons-en-Montois und Thénisy, im Osten an Paroy, im Süden an Luisetaines und Vimpelles und im Westen an Donnemarie-Dontilly.

## Bevölkerungsentwicklung
| Jahr      | 1962 | 1968 | 1975 | 1982 | 1990 | 1999 | 2008 | 2013 |
| --------- | ---- | ---- | ---- | ---- | ---- | ---- | ---- | ---- |
| Einwohner | 45   | 66   | 70   | 58   | 62   | 70   | 55   | 52   |

## Sehenswürdigkeiten
Siehe auch: Liste der Monuments historiques in Sigy
- Schloss von Sigy, Monument historique

## Weblinks

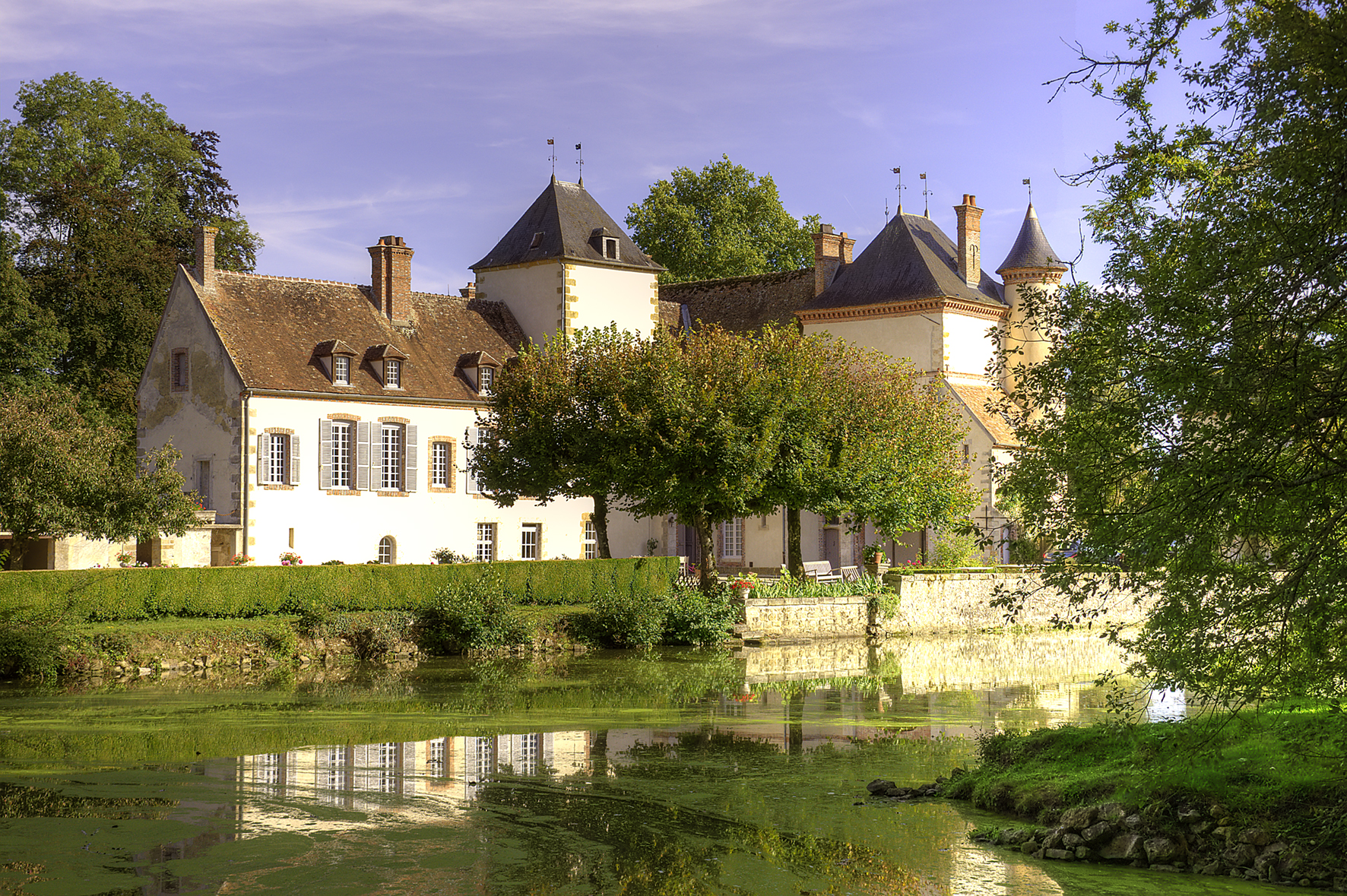
Schloss von Sigy